# Zingha barinasensis
Zingha barinasensis är en fjärilsart som beskrevs av Masters 1973. Zingha barinasensis ingår i släktet Zingha och familjen praktfjärilar. Inga underarter finns listade i Catalogue of Life.